# Política do Espírito Santo
A Política do Espírito Santo é a direção do território capixaba e a determinação dos poderes que compõem sua estrutura de governo.

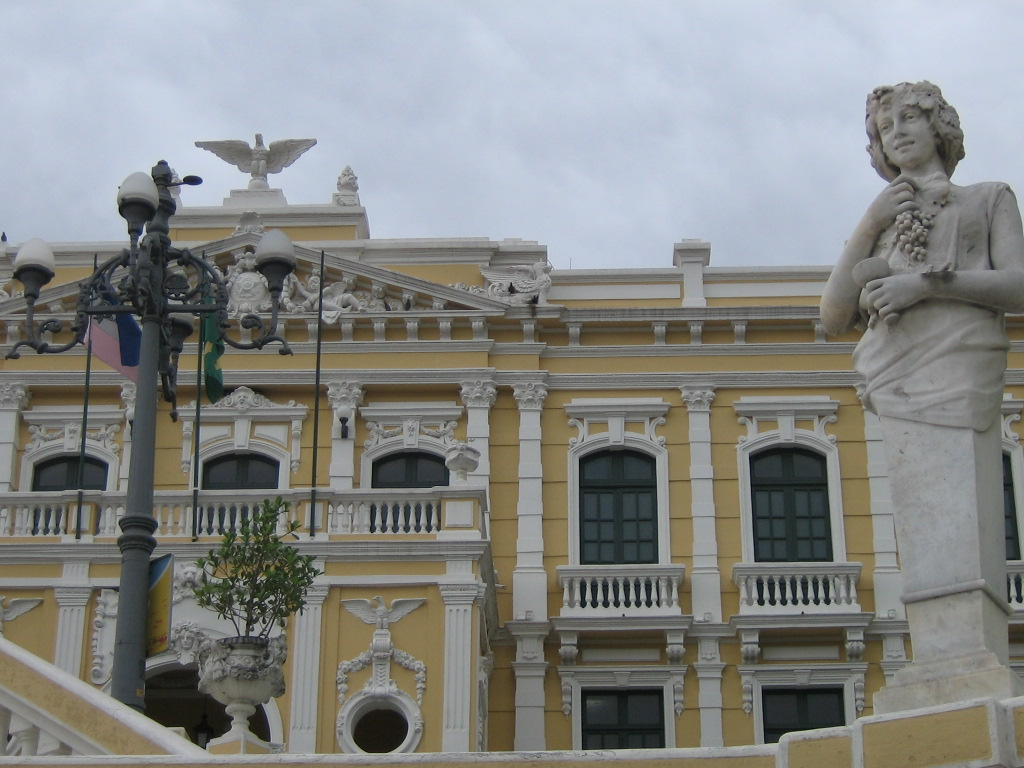
O Palácio Anchieta, em Vitória, é a sede do poder executivo estadual.

O estado do Espírito Santo é governado por três poderes: o Executivo, representado pelo governador, o Legislativo, representado pela Assembleia Legislativa do Espírito Santo, e o Judiciário, representado pelo Tribunal de Justiça do Espírito Santo e por outros tribunais e juízes. Também é permitida a participação popular nas decisões do governo através da apresentação à Assembleia Legislativa de projeto de lei ou proposta de emenda à Constituição Estadual, segundo estabelece a Constituição Estadual do Estado do Espírito Santo, artigo 69.
A atual constituição do estado do Espírito Santo foi promulgada em 1989, acrescida das alterações resultantes de posteriores ações diretas de inconstitucionalidade.
O Poder Executivo capixaba está centralizado no governador do estado, que é eleito em sufrágio universal e voto direto e secreto, pela população para mandatos de até quatro anos de duração, e podem ser reeleitos para mais um mandato. Sua sede é o Palácio Anchieta, que desde o século XVIII é a sede do governo capixaba. A residência oficial do governador fica na Praia da Costa, localizada no município de Vila Velha.

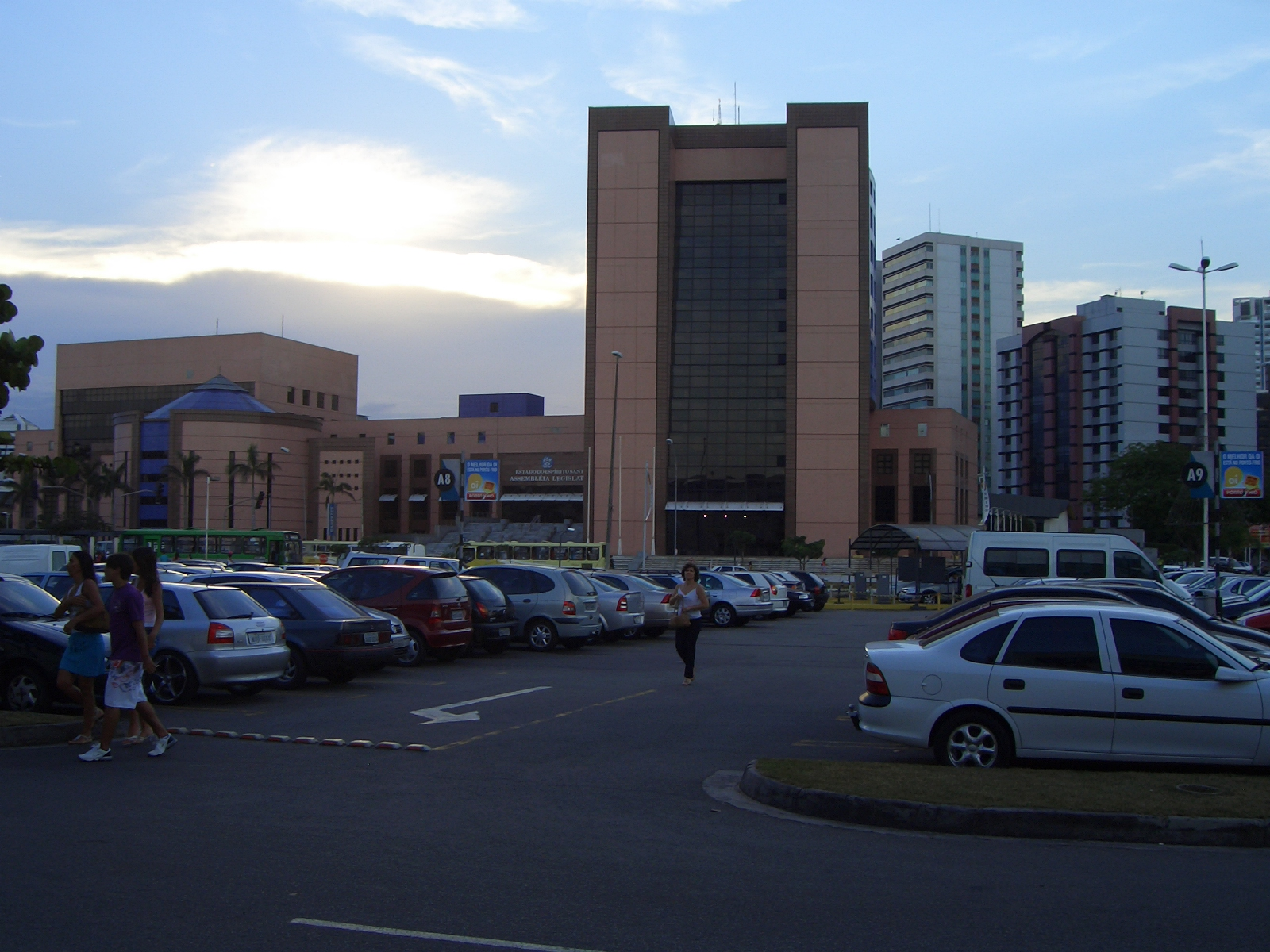
A Assembleia Legislativa do Espírito Santo, em Vitória, é a sede do poder legislativo estadual.

O Poder Legislativo do Espírito Santo é unicameral, constituído pela Assembleia Legislativa do Estado do Espírito Santo, localizado na Enseada do Suá. Ela é constituída por 30 deputados, que são eleitos a cada 4 anos. No Congresso Nacional, a representação capixaba é de 3 senadores e 10 deputados federais. A maior corte do Poder Judiciário capixaba é o Tribunal de Justiça do Estado do Espírito Santo, localizado na Enseada do Suá. Compõem o poder judiciário os desembargadores e os juízes de direito.
O Espírito Santo está dividido politicamente em 78 municípios. O mais populoso deles é Serra, com 507 mil habitantes. Sua região metropolitana possui aproximadamente 1,7 milhão de habitantes. De acordo com o Tribunal Superior Eleitoral, o Estado possuía em dezembro de 2018, 2 758 647 eleitores, representando 1,875% do eleitorado brasileiro, o 14º maior do país.